# 胡文賢
胡文賢（1955年5月7日—），西班牙華裔畫家，生於台灣台南縣善化鎮，以“夢幻現實主義”風格而著稱，畢業於馬德里藝術學院。作品獲得了無數獎項，並被國立台灣美術館和台南市立美術館典藏。

## 生平
胡文賢出生於台灣台南，父親小學輟學，母親文盲，他們是路邊攤販者，在兄弟中排行老三。十四歲那年母親病逝，十八歲時二哥自殺，從此突然覺醒，放棄保送軍校，勵志走向繪畫之路，1975年考取台灣國立藝專國畫組，畢業後在出版社做美術編輯，後來任教於私立慈航高中一學期，1983年秋天飛往西班牙，自從移居西班牙為了使當地居民容易呼喚記憶，把名字改為Santos Hu。2007年取得西班牙國籍(保留台灣國籍)。1984年進入了馬德里宮普田西大學的美術學院開始學習西畫，1988年取得藝術碩士學位。

## 藝術生涯
1978年畢業於國立藝專。 
1988年畢業於馬德里公普田西（Complutense）大學藝術學院。

### 美術館典藏
- 國立台灣美術館。
- 台灣台南市立美術館。

### 個展
自1987年以來在西班牙、台灣兩地舉辦數次個展： 
- 卡哈省格拉纳达省艺术室。
- 塞戈維亞，貝又西又宮(Palacio Vellosillo de Ayllón)。
- 馬德里，聖洛倫索·埃斯科里,白弗羅里達(Floridablanca)畫廊。
- 馬德里，加爾西亞.羅卡（García Lorca）文化中心。
- 馬德里，公主（Infantas）畫廊。
- 台北美國新聞處。
- 馬拉加，茍爾提候.巴卡迪（ Cortijo Bacardí）展廳邀請展。
- 台北阿波羅畫廊。
- 馬德里，杜蘭(Durán)畫廊。
- 馬拉加，貝尼迪托(Benedito)畫廊。
- 費羅爾，美術館(Museum)畫廊。
- 奧里韋拉，胡安·德·胡安斯(Juan de Juanes)畫廊。
- 卡斯特利翁，布勞里歐(Sala Braulio)畫廊 。
- 瓦倫西亞，畢莎羅 （Pizzarro 8） 8畫廊。
- 塔拉戈納，阿里馬莉 （Arimany）畫廊。
- 巴塞羅那，海（Mar）畫廊。
- 萊里達（Lérida），塞爾馬 （Terraferma）畫廊。
- 薩拉戈薩，薩爾杜巴(Salduba)畫廊。
- 維多利亞，烏藍卡林 (Aitor Urdangarín)畫廊。
- 馬德里，阿娜.隡馬蘭（Ana Samarán）畫廊。
- 托萊多，瓜達拉哈拉（Guadalajara），瓜達拉哈拉銀行（Caja Guadalajara），展 覽廳。
- 巴黎，阿爾強 （Archange）畫廊。
- 奧維耶多，塞萬提斯6畫廊。
- 畢爾包，亞馬斯(Llamas)畫廊。
- 希洪，蒙蒂塞利(Monticelli)畫廊。

### 聯展及比賽
- 馬德里，西爾西提亞（Cercedilla）“ 88”（藝術學院畢業班十位優秀學生展）1988
- 馬德里，杜蘭獎(Premio Durán)十週年慶展1993.
- 桑坦德，桑坦德藝博會(Feria de Santander)1994、1995。
- 台北藝博會，1994，1995，1997。
- 瓦倫西亞藝博會(Feria de Valencia)1996、1997。
- 巴塞羅那藝博會(Feria de Barcelona)  1997年，2000。
- 馬德里阿爾蒙尼達藝博會(Feria de Almoneda ) 1998。
- 塞維利亞藝博會(Feria de Sevilla)1998。
- 比利時，根特·（Gent Fair）藝博會2000。
- 馬德里，藝博會(Feria deArt)2001，2002。
- 入圍 第 XVII，XVIV，XIX，XXIII，XXVIII，XXIX屆 寶馬繪畫獎(Premio BMW de pintura).
- 馬德里，薩拉·阿塔迪斯展廳，“沙龍十三” (Salón de los Trece, Sala Altadis)2004。

### 雜誌封面
- 歐洲之肉( Eurocarne)雜誌第十五年，第138期。
- 歐洲之肉(Eurocarne)雜誌第十 七 年，第154期。

## 獎項
- 馬德里第三屆巴爾迪由新莊（Villanueva del Pardillo）素描展第一名，1987。
- 瓜達拉瑪第四屆美展第二名,1988。
- 馬德里，第二屆藝術家協會春季國展（Primavera 89）第二名,1989。
- 阿維拉，第一屆阿維拉國王基金會（Fundación Ávila del Rey）雙年展，佳作1989。
- 普拉森西亞，第十一屆秋季沙龍（Caja de Extremadura）榮譽獎,1989。
- 馬德里，第十七屆全國美展（馬德里銀行舉辦）佳作，1990。
- 拉科魯尼亞，第七屆“維拉·德塞德拉” （Vila de Cedeira ）美 展 第一名,1990。
- 第57屆馬德里秋季沙龍銀牌獎,1990。
- 馬拉加，第 五 屆 羅恩·百加得（Ron Bacardí）美展第一名，1990.
- 馬德里第八屆杜蘭(Durán)美展第一名，1991。
- 加的斯，聖費爾南多二十一秋季沙龍優選，1991。
- 阿 維 拉，寫 生 比 賽 商會獎，2000。
- 特魯埃爾（Teruel），世界火腿大會美展第二名,2005。

## 評審委員
第2、3、4、5、6、8、10屆埃斯卡洛納,托萊多(Escalona, Toledo)寫生比賽評審委員。